# Geschiedenis van de trans-Atlantische stoomscheepvaart
De geschiedenis van de trans-Atlantische scheepvaart behandelt de vervoersdiensten met stoomschepen over de Atlantische Oceaan tussen Europa en Amerika, de zogenaamde trans-Atlantische route.

## Stoommachines
Al in 1615 werd er geschreven over het gebruik van stoom onder druk om water uit de mijnen te pompen, maar de ontwikkeling van de machines begon pas echt in de 18e eeuw. Een van de eerste die zulke machines bouwde was Thomas Newcomen (24 februari 1664-5 augustus 1729). In 1712 bouwde hij samen met Thomas Savery een stoommachine om water uit de mijnen te pompen.
De eerste die een schip bouwde met een stoommachine erin was Jonathan Hulls. Hij bouwde in 1736 een schip met een raderaandrijving. Bij proeven op de rivier Avon zou dit schip een oorlogsschip getrokken hebben. Verder is er niets meer van vernomen. Erna experimenteerden nog zeer vele uitvinders met de stoommachines. De eerste echte doorbraak kwam in 1801, toen William Symington de opdracht in de wacht sleepte van Lord Dundas. Symington bouwde een stoomboot voor sleepdiensten, de Charlotte Dundas. Dit schip wordt als het eerste stoomschip gezien. In 1825 ontving Symington een schenking van 100 pond "Om de stoomvaart bevorderd te hebben".

## DeSavannah

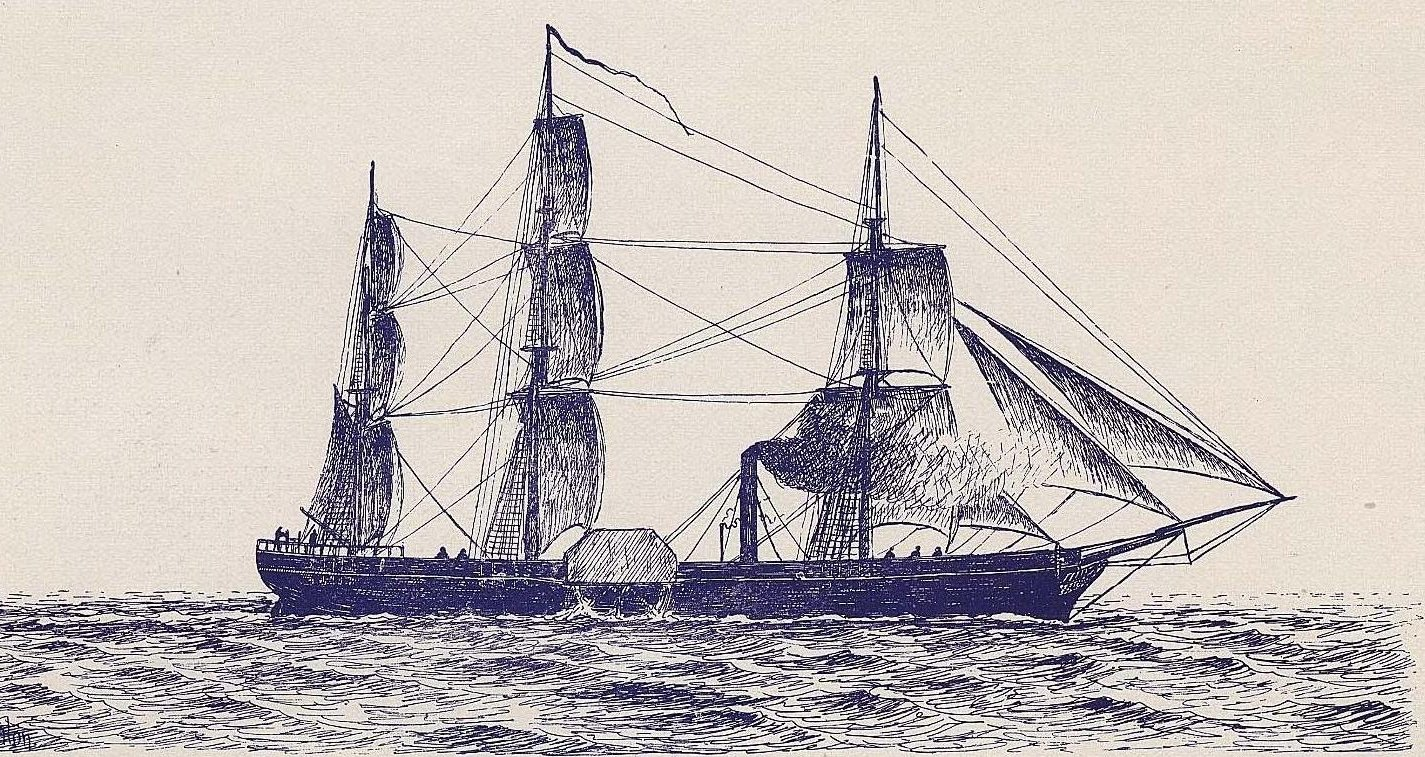
De Savannah

"Schip in brand!", luidde de dringende boodschap van Cape Clear, aan de Ierse zuidkust op 17 juni 1819. De kotter Kite van de Royal Navy ging er meteen op af vanuit het nabijgelegen Cork. Vreemd genoeg kon de Kite het rokende schip niet inhalen. Na een paar kanonschoten van de kotter draaide de Amerikaanse Savannah ten slotte bij, en was het raadsel opgelost: het schip liep op stoom.
De Savannah werd in 1818 op een New Yorkse scheepswerf gebouwd voor kustvaartkapitein Moses Rogers, die van een stoomverbinding over de Atlantische oceaan droomde. Met zijn kleine 90 pk stoommachine en twee opklapbare schepraderen kwam het schip op 6 april 1819 aan in de gelijknamige stad Savannah aan onder een menigte van juichende mensen. Toen hij echter in financiële moeilijkheden geraakte en geen koper kon vinden, voer hij met het schip naar Engeland. Daar kon hij er ook geen vinden en voer naar Stockholm, waar koning Karel XIV hem er handelswaar ter waarde van 100.000 dollar aanbood. Hij sloeg dit aanbod echter af en voer naar Rusland waar hij echt geld hoopte te krijgen. Dit lukte voor de zoveelste maal niet en hij raakte het schip uiteindelijk voor een schijntje kwijt op een veiling.
De Savannah werd het eerste schip dat met behulp van stoom de oceaan overstak.

## DeRoyal William

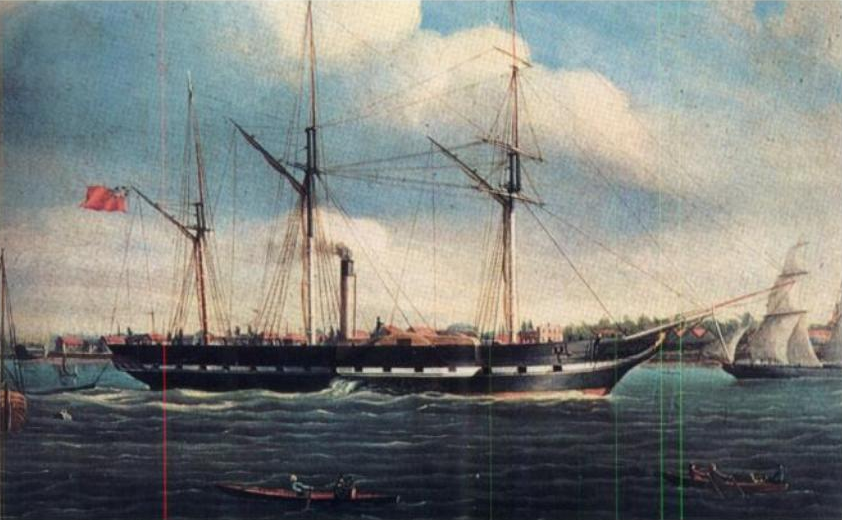
SS Royal William (1834)

De Royal William was een schip oorspronkelijk gebouwd voor de 'Québec and Halifax Steam Navigation Company' in 1831. Na enkele maanden in quarantaine gelegen te hebben, waren de kosten te hoog opgelopen en er werd besloten om het schip te verkopen. De nieuwe eigenaars waren op snelle winst belust en wilden het schip snel verkopen. Toen ze geen koper vonden besloten ze om een trans-Atlantische oversteek te wagen om (net als met de Savannah) het in Engeland te verkopen. Op 17 augustus 1833 pufte het kleine scheepje met een lengte van 54 meter de haven van Pictou uit. Er waren 7 passagiers aan boord die elk 20 dollar betaalden (wijn niet inbegrepen). De vracht was al even onaanzienlijk met onder meer een harp en een collectie opgezette vogels. Even buiten de haven kwamen ze in een zware storm terecht. Door de golven die over het dek spoelden was het schip bijna zinkende. De masten stabiliseerden het schip uiteindelijk. De twee stoommachines werkten niet meer en de kapitein moest in de hoogste nood zijn schip leegpompen. Uiteindelijk lukte het om een van de machines terug aan de praat te krijgen. Daarna ging alles zeer voorspoedig. Om de 4 dagen moest men de machines terug stoppen om het zout eruit te halen. Drie weken na het vertrek moest men de haven van het eiland Wight binnenlopen om de nodige reparaties uit te voeren. Ook liet de kapitein zijn schip van een nieuwe laag verf voorzien zodat hij 'in waardige stijl' de Theems op kon lopen. Na de oversteek werd het schip verkocht voor 10.000 pond, het dubbele wat de eigenaars ervoor betaald hadden. Het schip werd verkocht aan de Spaanse marine als Isabelle Segunda. Tijdens een onderhoudsbeurt werd er houtrot ontdekt en werd het schip afgedankt.

## DeGreat Western

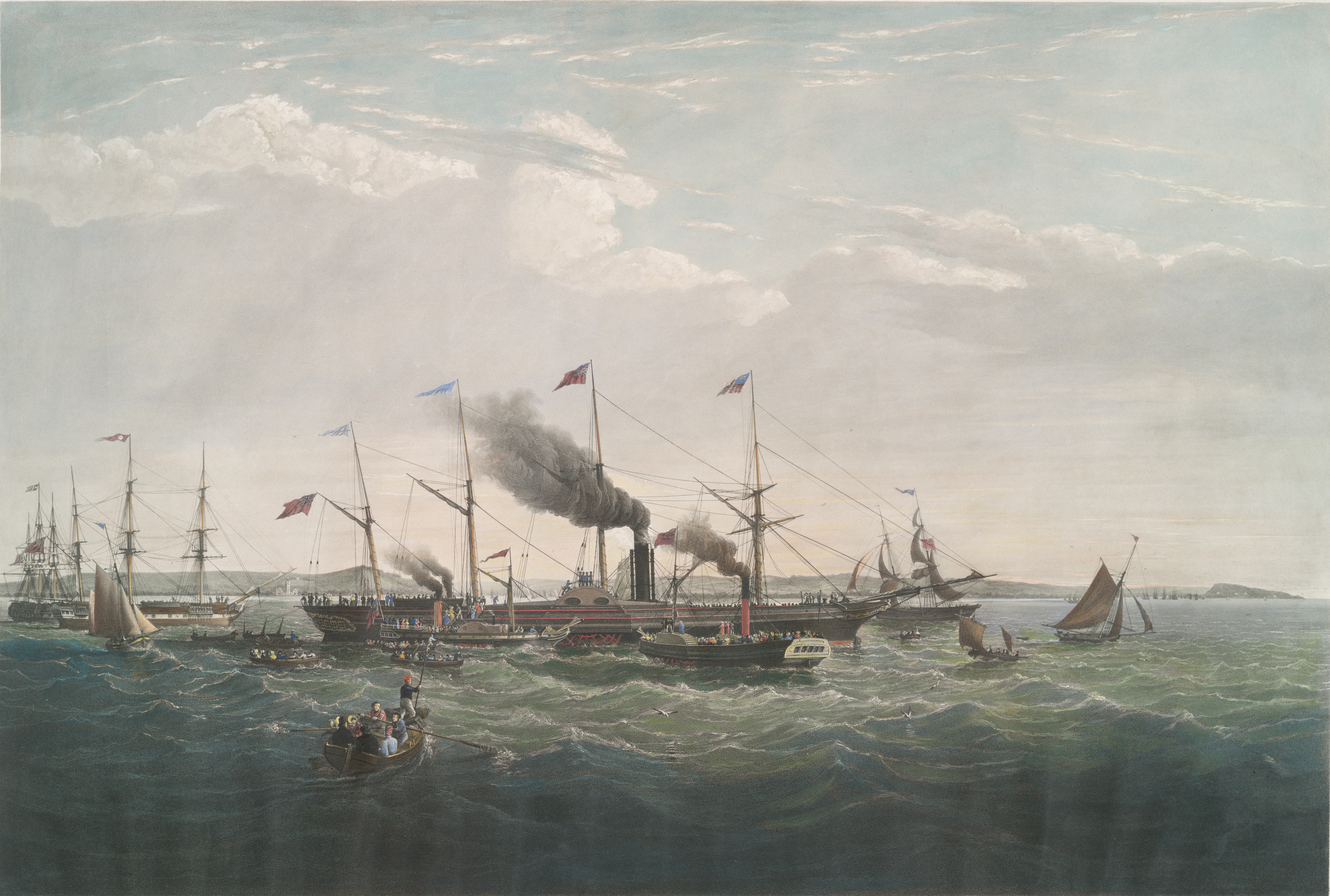
SS Great Western

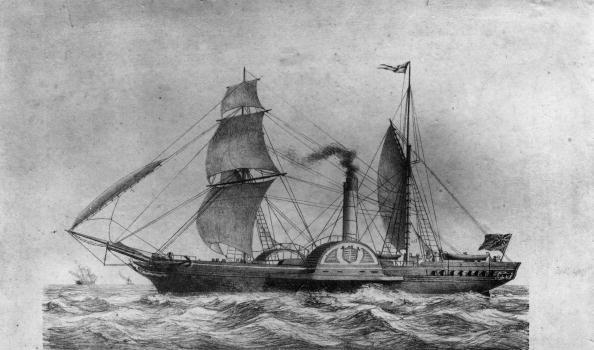
SS Sirius (1837)

Rond 1837 was de Great Western Railway Co. een van de grootste spoorwegmaatschappijen van Engeland. De maatschappij wilde zijn netwerk uitbreiden tot Bristol en riep een bedrijfsvergadering bijeen. Een van de leiders vond de afstand Londen-Bristol te lang. De hoofdingenieur Isambard Kingdom Brunel vond die afstand zelfs veel te kort. Hij stelde voor om aansluitend op de spoorverbinding een stoomverbinding over de Atlantische oceaan te organiseren. Na lange discussies werd het Brunel toegestaan om een schip te bouwen van ±1250 ton.
Brunel bouwde een schip dat aan de nodige vereisten voldeed en voldoende kolen aan boord kon nemen. Het werd de Great Western, een schip van 1340 brt, een lengte van 64,8 meter en 10,8 meter breed, met een snelheid van maximum 9 knopen, 4 masten en 1 schoorsteen. Het was een gigantisch, maar zeker geen mooi schip. Ondanks dat het het eerste trans-Atlantisch stoomschip was, had het toch een rivaal. Toen de Great Western Railway Co. haar plannen bekendmaakte, had Junius Smith van de British and American Steam Navigation Co. al een eigen constructie van een trans-Atlantisch stoomschip op stapel gezet, maar door enorme vertragingen geraakte het schip niet op tijd af. De wanhopige Smith charterde de Sirius, een klein raderschip van 703 ton.
De Sirius vertrok om 4 april 1838 uit de haven van Queenstown. Vier dagen later stoomde de Great Western de haven van Bristol uit. De Sirius had te kampen met zwaar weer en de bemanning sloeg aan het muiten. Uiteindelijk kon kapitein Roberts van de Royal Navy de bemanning onder bedreiging van zijn pistolen weer aan het werk krijgen. De kolen raakten al snel op, en de bemanning moest alles dat verbrand kon worden verbranden om de stoomdruk hoog te houden. Op 22 april liep de Sirius de haven van New York binnen. Enkele uren daarna kwam de Great Western de haven binnenvaren. De Sirius was als eerste schip de Atlantische oceaan overgestoken, maar de Great Western had dat het snelste gedaan.
De Great Western deed nog tot 1842 dienst op de route Bristol-New York, toen het werd ingezet op de route Liverpool-New York. Toen de maatschappij in 1846 failliet ging werd het schip verkocht aan Royal Mail Steam Packet Co., ofwel de Royal Mail Line. in 1855 werd het schip opgeëist door het Britse gouvernement om dienst te doen als troepentransport in de Krim-oorlog.

## De vier grondleggers
Informatie hierover is te vinden in de artikelen:
- Samuel Cunard
- Edward Knight Collins
- Charlie Parsons
- Isambard Kingdom Brunel